# Rotunda w Xewkii
Kościół Świętego Jana Chrzciciela, znany jako Rotunda w Xewkii (malt. Knisja Arċipretali San Gwann Battista, ang. Xewkija Rotunda) – kościół rzymskokatolicki znajdujący się w miejscowości Xewkija, na wyspie Gozo, w Republice Malty.

## Historia
Kaplica pw św. Jana Chrzciciela istniała w Xewkii już w 1608 roku. Dokumenty historyczne przekazują, że była ona dość duża i miała trzy ołtarze. W dniu 27 listopada 1678, biskup Miguel Jerónimo de Molina podniósł Xewkiję ze statusu przysiółka do statusu wsi, i ustanowił tu pierwszą parafię na Gozo poza granicami miasta Victoria.
Budowa drugiego kościoła zainicjowana została przez proboszcza Dominika Abelę (Duminiku Abela). Kościół był w kształcie krzyża łacińskiego. Zaprojektował go architekt Ġużeppi Azzopardi, za prace budowlane odpowiedzialny był Ferdinand Vella. Dzwonnica została wzniesiona w 1738 roku, kopuła została zbudowana w 1830 roku.

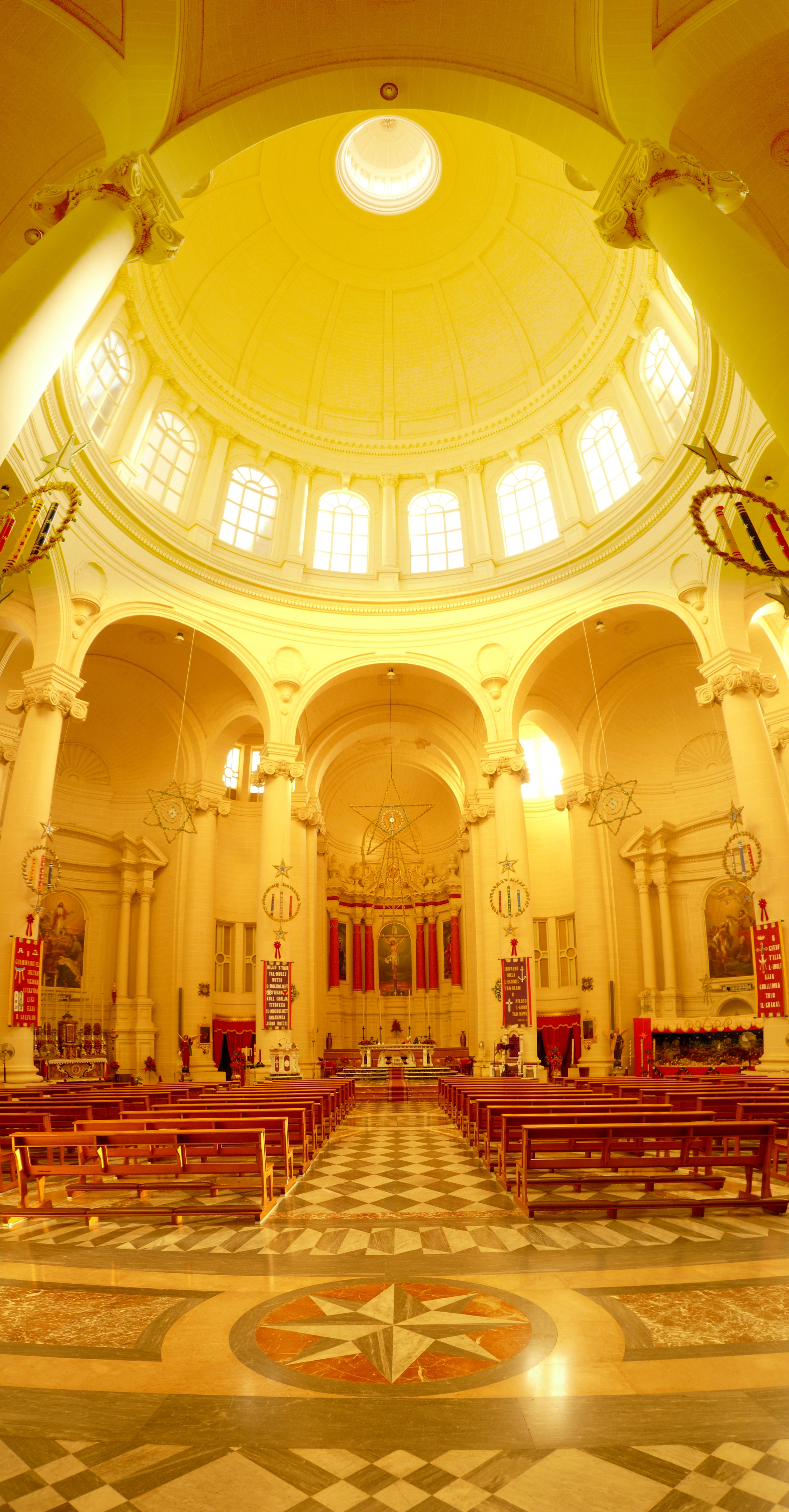
Wnętrze świątyni

Ten drugi kościół został zastąpiony przez monumentalną konstrukcję, stojącą do dziś. Czule zwany Rotundą, został zaprojektowany przez maltańskiego architekta Josepha D’Amato. Plany D’Amato były oparte na bazylice Santa Maria della Salute w Wenecji, ale w większej skali. Lokalna społeczność, składająca się głównie z rolników i rybaków, poniosła większość kosztów związanych z projektem i budową, zobowiązując się do cotygodniowych wpłat. Kamień węgielny położony został 4 maja 1952 roku, a wszystkie prace zostały ukończone do 30 maja 1970 roku. Drugi kościół, wokół którego zbudowano Rotundę, był w użyciu aż do roku 1972. Został następnie rozebrany.
Nowy kościół został oficjalnie konsekrowany 17 czerwca 1978 roku.

## Rotunda dziś
Kościół w Xewkii jest konstrukcją ośmioboczną. Średnica wewnętrzna kopuły świątyni wynosi 27 metrów, a jej obwód 85 metrów. Kopuła jest wysoka na 75 metrów. Przybliżony ciężar wynosi 45 000 ton. Kopuła jest wspomagana 8 dużymi betonowymi kolumnami, wyłożonymi kamieniem. Kościół ma długość 63 metrów i maksymalną szerokość 43 metrów. Wnętrze jest udekorowane wyszukanymi rzeźbami i obrazami współczesnych malarzy. Podłoga, zaprojektowana przez Guze’ Galea, wykonana jest z polerowanego marmuru karraryjskiego. Główny portyk o wymiarach 10 × 4,8 m zaprojektowany został przez Salvu Tabone i Toniego Camilleri. Główny ołtarz jest również zdobiony marmurem. Rotunda jest największym kościołem na Gozo i jednym z charakterystycznych obiektów na wyspie.
Historia Rotundy przypomniana jest na marmurowej płycie, umieszczonej na prawo od wejścia. Podobna płyta po lewej stronie wymienia najważniejsze wydarzenia parafii w Xewkiji od daty jej powstania.
Wejścia strzeże statua Matki Boskiej Bolesnej. Poniżej znajduje się rzeźba św. Teodory.
Biografia św. Jana Chrzciciela przedstawiona jest skrótowo na sześciu obrazach (witrażach), umieszczonych w niszach, wykonanych przez Pawlu Camilleri Cauchiego:
- I. Archanioł Gabriel zapowiada narodziny św. Jana Chrzciciela jego ojcu Zachariaszowi
- II. Narodziny św. Jana Chrzciciela
- III. Jan Chrzciciel wskazuje Jezusa jako Baranka Bożego
- IV. Chrzest Jezusa przez Jana
- V. Jan Chrzciciel napomina Heroda
- VI. Ścięcie św. Jana Chrzciciela

Marmurowy ołtarz kaplicy, pochodzący z 1755 r., był kiedyś głównym ołtarzem starego kościoła.
Najcenniejsze rzeźby ze starego kościoła zostały zabezpieczone i przeniesione do budynku sąsiadującego z kościelną dzwonnicą. Jest on teraz znany jako Muzeum Rzeźby. Z wnętrza muzeum można dostać się windą do kopuły, można obejść ją dookoła i podziwiać wspaniały panoramiczny widok na wyspę Gozo i północną część Malty.

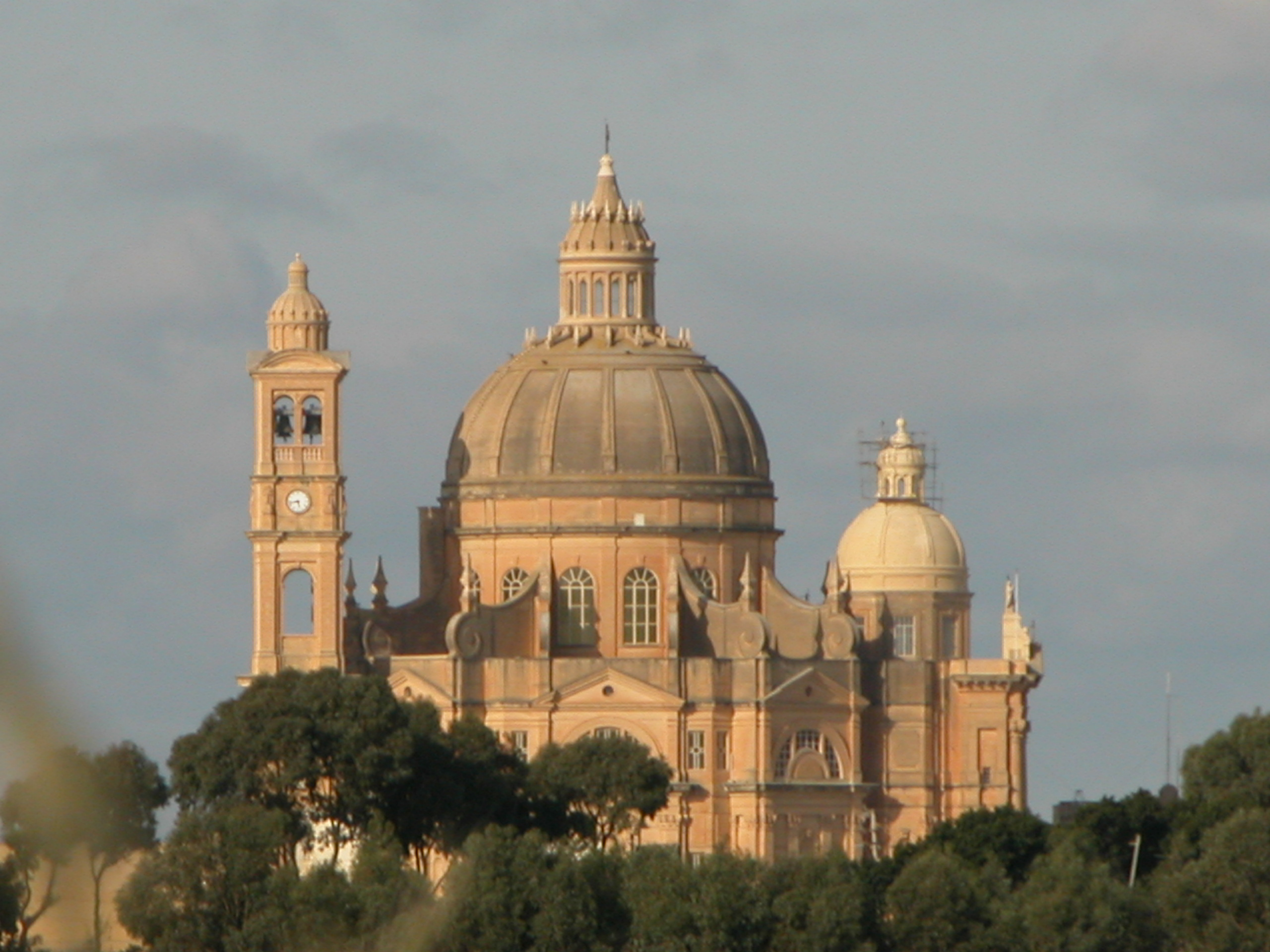
Przednia (mała) kopuła Rotundy w budowie.

## Święto parafialne
Świątynia jest pod wezwaniem św. Jana Chrzciciela. Parafia obchodzi główną uroczystość w liturgiczne święto Narodzenia Świętego Jana Chrzciciela, które przypada na 24 czerwca, i zewnętrzne uroczystości obchodzone są w najbliższą tego dnia niedzielę. Dodatkowa uroczystość jest obchodzona również w liturgicznego święto Ścięcia Świętego Jana Chrzciciela (29 sierpnia).
Rotunda jest także „duchową siedzibą” dla Suwerennego Rycerskiego Zakonu Kawalerów Maltańskich.
Budynek kościoła został w dniu 27 sierpnia 2012 wpisany pod numerem 01045 na National Inventory of the Cultural Property of the Maltese Islands (Państwową Listę Obiektów Dziedzictwa Kulturowego Wysp Maltańskich).